# Зінов'єв Євген Вікторович
Євге́н Ві́кторович Зінов'єв (нар. 15 грудня 1987 (37 років) ) — український футболіст, чемпіон і срібний призер літніх Паралімпійських ігор. Майстер спорту України міжнародного класу.
Займається у секції футболу Кіровоградського обласного центру «Інваспорт».

## Відзнаки та нагороди
- Орден «За заслуги» II ст. (4 жовтня 2016) — За досягнення високих спортивних результатів на XV літніх Паралімпійських іграх 2016 року в місті Ріо-де-Жанейро (Федеративна Республіка Бразилія), виявлені мужність, самовідданість та волю до перемоги, утвердження міжнародного авторитету України[2]
- Орден «За заслуги» III ст. (17 вересня 2012) — за досягнення високих спортивних результатів на XIV літніх Паралімпійських іграх у Лондоні, виявлені мужність, самовідданість та волю до перемоги, піднесення міжнародного авторитету України[3]